# Matolls i praderies de les Illes Tristan Da Cunha i Cough
El Matolls i praderies de les Illes Tristan Da Cunha i Cough és una ecoregió de l'ecozona afrotropical, definida per la WWF, constituïda per l'arxipèlag de Tristan da Cunha i l'illa de Gough, a l'oceà Atlàntic sud.

## Territori
L'arxipèlag de Tristan da Cunha (37°06 'S, 12° 18' O) és un grup format per cinc illes volcàniques situades al costat oriental de la serralada del mig atlàntic, a mig camí entre Àfrica i Amèrica del Sud. Tristan és l'illa més jove del grup, que es remunta a fa un milió d'anys i encara es considera actiu volcànicament, ja que la seva última erupció es remunta a 1961-62. L'illa, que té una superfície de 41 km², té un con volcànic de 2062 m d'altura i amb una circumferència a la base de 34 km. El volcà sovint està envoltat de neu i té un llac al cràter. La costa es caracteritza per uns alts penya-segats de fins a 600 m d'altura, ocasionalment interromputs per bandes costaneres baixes. A sobre dels penya-segats, hi ha un altiplà de 600–900 m que envolta la base del volcà. L’únic assentament a l’illa, l’Edimburg dels Set Mars, es troba a la costa nord-oest. Altres illes del grup, Nightingale i Inaccessible, són cons volcànics erosionats que en el passat tenien dimensions similars a Tristan. Dues illes petites properes a Nightingale reben els noms de: Stoltenhoff Island, i Centre Island -o Middle Island-.
L'illa de Gough (40 ° 21 'S, 09 ° 53' O) es troba a uns 425 km al sud-est de Tristan da Cunha, i consta d'una sola illa principal envoltada d'alguns illots i esculls. La majoria d’ells es troben a menys de 100 m de l’illa principal i les plantes vasculars creixen en els nius més extensos i en aus. D'origen volcànic, el grup de Gough té una extensió total de 65 km² i culmina amb els 910 m del pic d'Edimburg. L'última erupció volcànica es va produir fa uns 2400 anys; Gough pertany a la mateixa massa volcànica que va donar lloc a la formació de Tristan. Consta d'un altiplà central sobre el qual destaquen alguns cims de muntanya i el seu litoral està delimitat per penya-segats de 300-450 m d'alçada i de platges de còdols estretes; no hi ha cales protegides. L’única àrea inferior a 200 m d'alçada es troba a l'extrem sud de l’illa.
Aquestes illes tenen un clima oceànic temperat-fred, amb temperatures mitjanes del nivell del mar d'11,3-14,5 ° C i molt poca variació estacional, encara que els canvis ràpids en les condicions atmosfèriques són freqüents. La neu pot caure sobre els cims de les muntanyes entre maig i gener, però rarament al nivell del mar. Les illes es troben a la banda de "quaranta rugits", un cinturó de vents de temporada al sud del paral·lel 40. Cada any, Gough rep una mitjana de 3397 mm de pluja, molts més que Tristan, amb una mitjana de 1676 mm.

## Flora
A les zones costaneres pulveritzades amb aigua salada, dominen els penjolls d’Espartina arundinacea i Poa flabellata, encara que a Tristan s’han eliminat en gran part del bestiar. Més lluny del mar, entre 300 i 500 m d'altitud, ens trobem amb les falgueres arborescents de l'espècie Histiopteris incisa i Blechnum palmiforme, intercalades amb alguns exemplars de l'arbre Phylica arborea. A partir dels 800 m hi ha una vegetació més humida i diferent, formada per falgueres, herbes, xiprers, angiospermes i molses. Per damunt de 600 m també hi ha bales de torba de molsa d'esfagne, on abunden els juncaginacis Tetroncium magellanicum i els joncs dels gèneres Scirpus. A altituds més elevades, només hi ha petites plantes amb forma de coixí que creixen a les esquerdes i en alguns llocs exposats.

## Fauna

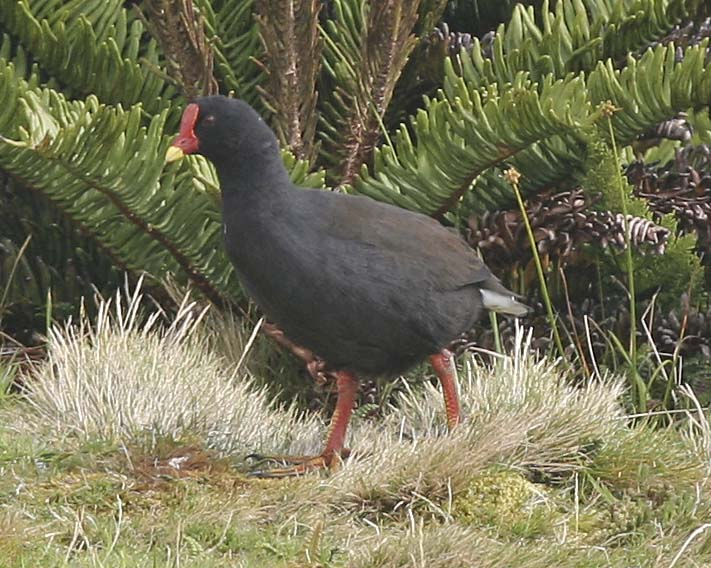
La Polla de Gough, endèmica de l'illa del mateix nom, davant d'una falguera

Gough acull una de les colònies més importants d’aquest món: al voltant de 20 espècies diferents nien allà. Moltes de les mateixes espècies d’ocells que Gough nien al grup Tristan da Cunha, així com algunes espècies úniques. Tristan acull dos gèneres endèmics: Atlantisia i Nesospiza. Els pinsans del gènere Nesospiza han evolucionat en aquest arxipèlag, i avui hi ha tres espècies diferents, una a Inaccessible (N. acunhae) i dues a Nightingale (N. questi i N. wilkinsi). A Gough hi viuen dues espècies endèmiques d’ocells terrestres, la polla de Gough (Gallinula comeri), generalitzat a la muntanya de les falgueres de l’illa i introduïdes per l’home també a Tristan, i el pinzell de Gough (Rowettia goughensis). L’albatros udolador de l’Atlàntic (Diomedea dabbenena) es classifica entre les espècies en perill crític i els nius només a Gough i Inaccessible. Altres aus marines també es troben en altres llocs, però només naixen a Tristan i Gough: el petrel de l'espectacle (Procellaria conspicillata), la berta atlàntica (Ardenna gravis) i el Schlegel petrello (Pterodroma incerta). Tristan da Cunha i Gough constitueixen el principal lloc de nidificació de la berta difusa menor (Puffinus assimilis), i Gough és també un dels llocs més importants de nidificació de la Baldriga capnegra, amb més de tres milions de parells reproductors. En Gough també hi nien 100-150 parells d'ossifraga (Macronectes giganteus). Altres aus interessants d’aquest grup insular són la griva de Tristan da Cunha (Turdus eremita), el rascló d'Inaccessible (Atlantisia rogersi), l’ocell més volador més petit del món, tant endèmic com el pingüí salta-roques amb cresta (Eudyptes moseleyi), dels quals el 48% dels exemplars nien en Gough.
Només dos mamífers natius es reprodueixen a les illes de Tristan i Gough. Els ossos marins subantàrtics (Arctocephalus tropicalis) són nombrosos i els elefants marins meridionals (Mirounga leonina) estan en augment. Les poblacions d’aquestes dues espècies, així com dos altres mamífers marins locals, la balena franca meridional (Eubalaena australis) i la lagenorfina fosca (Lagenorhynchus obscurus), havien disminuït considerablement a causa de la caça.
Els rèptils, els amfibis, els peixos d’aigua dolça i els mamífers de la terra estan totalment absents d’aquestes illes, mentre que encara no s’han estudiat els invertebrats terrestres. A més de les gambes, la pesca de les quals és una de les principals activitats econòmiques de Tristan, també es capturen llagostes de Tristan (Jasus tristani) i polpi, tot i que amb regulacions.

## Conservació
Tristan da Cunha, l'única illa del grup habitat permanent, va patir un alt grau de degradació a causa de l'agricultura, la cria, la desforestació, els incendis i la introducció d'espècies exòtiques.
El 1976, Gough i les aigües circumdants van ser declarades reserva natural. El 1994, Inaccessible va ser declarada reserva natural. Ambdues illes són declarades Patrimoni de la Humanitat per la UNESCO des de 1995 i 2004 respectivament.